# Унегетей (Курумканський район)
Унегетей (рос. Унэгэтэй) — улус Курумканського району, Бурятії Росії. Входить до складу Сільського поселення Курумкан.
Населення — 104 особи (2015 рік).